# Drácula (Marvel Comics)
Drácula es un supervillano y vampiro rumano que aparece en los cómics estadounidenses publicados por Marvel Comics. Está basado en un vampiro Conde Drácula de la novela del mismo nombre del autor llamado Bram Stoker. Después de la ejecución inicial de la serie La tumba de Drácula, el personaje ha sido representado principalmente como un antagonista de los superhéroes en el Universo Marvel y también está influenciado por La versión del personaje de Universal Studios.
El Vampiro apareció como "Drake" en la película Blade: Trinity (2004), interpretado principalmente por Dominic Purcell y Brian Steele (en su forma de "Bestia"). En la misma película, que lo retrata como el primer vampiro y un cambiante, Drake también es interpretado por John Michael Higgins (como el Dr. Edgar Vance), Kris Kristofferson (como Abraham Whistler) y Wesley Snipes (como Blade)

## Historia de publicación
La versión Marvel de Drácula fue creada por Gerry Conway y Gene Colan en La tumba de Drácula (vol. 1) # 1 (1972), coescrita por Marv Wolfman. Una versión diferente de Drácula había aparecido previamente en la publicación Atlas Comics, Suspense # 7 (marzo de 1951). Tradicionalmente, la Autoridad del Código de Cómics impidió que Marvel publicara cómics de vampiros. Esto fue revisado a principios de 1971, cuando se permitió a los cómics publicar personajes y seres de obras literarias establecidas. Más tarde ese año, Morbius, el Vampiro Viviente apareció en The Amazing Spider-Man por primera vez, y Drácula lo siguió en su propio título unos meses después. El personaje protagonizó el cómic, que terminó con el número 70 en 1979. Esta versión de Drácula también protagonizó Drácula Vive!, una serie de revistas de cómics de terror en blanco y negro publicada por Marvel de 1973 a 1975. Al mismo tiempo que La tumba de Drácula, las continuidades de los dos títulos se superponían ocasionalmente, con historias entrelazadas.
La Tumba de Drácula inicialmente mantuvo su distancia del resto de las propiedades de la compañía. Marv Wolfman dijo: "Para mí, los libros de terror estaban fuera del Universo Marvel. Era un problema bastante difícil crear estado de ánimo, tensión y suspenso en un cómic, que son imágenes fijas. Pero para luego tener que preocuparme por los superhéroes o supervillanos al mismo tiempo, no creo que eso funcione ". Pero el potencial de un crossover para aumentar las ventas finalmente se volvió demasiado tentador, y Drácula apareció en el primer número de Giant-Size Spider-Man (julio de 1974).
Aunque Drácula (y todos los demás vampiros) fueron finalmente destruidos por la mística "Fórmula Montesi" en las páginas del Doctor Strange, el Señor Vampiro fue revivido. Marvel publicó una miniserie de la Tumba de Drácula de cuatro números, reuniendo a Wolfman y Colan, bajo su sello Epic Comics en 1991, y revivió a Drácula y sus enemigos en las efímeras series Nightstalkers y Blade en los años 1990. Más recientemente, Drácula tomó el papel protagonista en la miniserie Dracula: Lord of the Undead.
X-Men: Apocalypse vs. Dracula Drácula aparece luchando contra el mayor enemigo de los X-Men, Apocalipsis, en el Londres Victoriano.
El personaje regresa en la historia de Captain Britain and MI13 "Vampire State", con el Doctor Doom.
Fue el tema principal de la historia de 2010 de X-Men "La Maldición de los Mutantes", escrita por Victor Gischler. En este momento, Drácula ya no adopta la vestimenta y los gestos de un noble de la época victoriana, sino que su apariencia recuerda más a un señor de la guerra medieval. Lleva una forma de armadura corporal y una capa con extremos irregulares. Tiene el pelo largo y rubio mantenido en una cola de caballo y rasgos inhumanos como ojos rojos, caninos alargados y garras retráctiles en las puntas de sus dedos y orejas puntiagudas.

## Biografía del personaje ficticio

### Histórico
Nacido Vlad Drácula en 1430 en Schassburg, Transilvania (ahora Sighisoara, Rumania), fue el segundo hijo de un noble transilvano. Fue nombrado príncipe de Transilvania y voivoda (príncipe) de Valaquia y se convirtió en gobernante cuando aún era un niño. Durante los siguientes años, luchó contra los turcos otomanos, perdiendo y recuperando su trono. A través de un matrimonio concertado con una noble húngara, Zofia, engendró a su hija, Lilith. Echó a su esposa y luego se casó con una mujer llamada María, con quien tuvo un hijo llamado Vlad Tepelus. Tuvo un hijo con su tercera esposa Domini llamado Janus.
En 1459, Drácula fue herido de muerte por el jefe militar turco Turac, que llevó a Drácula a una gitana llamada Lianda para ser sanado. Sin embargo, Lianda era una vampira, y en venganza por su persecución de los gitanos, transformó a Drácula en un vampiro también. Turac violó y mató a la esposa de Drácula, María, y en venganza, Drácula mató a Turac, convirtiéndolo en un vampiro también. Drácula le dio a su hijo Vlad Tepelus a los gitanos para ser criado.
Drácula derrotó al vampiro Nimrod en batalla, y así le sucedió como rey de los vampiros de la Tierra. Poco después, mejoró su propia sangre con la de Varnae, dándole más poderes que cualquier otro vampiro. En 1471, Drácula abdicó su principesco.
En el siglo XIX, se enfrentó a la oposición de Abraham van Helsing y Jonathan Harker en Inglaterra, las hazañas de los cuales fueron registrados en la novela de 1897 por Bram Stoker, Drácula. Cuando los humanos destruyen a Drácula, sus restos fueron colocados en su ataúd, oculto dentro de una cueva bloqueada por una enorme roca. El Monstruo de Frankenstein, fue luego engañado para abrir la cueva y abrir el ataúd, liberando así a Drácula. En años posteriores también entró en conflicto con Cagliostro y Solomon Kane. Justo antes de la Primera Guerra Mundial, fue responsable de transformar a Lord John Falsworth en Barón Sangre.

### La tumba de Drácula
En la segunda mitad del siglo XX, Clifton Graves volvió una vez más a la muerte de Drácula y posteriormente entró en conflicto con Quincy Harker y Rachel van Helsing, los descendientes de sus enemigos descritos por Stoker. Drácula también se reunió y se enfrentó con Frank Drake, su último descendiente vivo, así como con el vampiro Blade, el detective vampírico Hannibal King, el indio Taj Nital y el periodista Harold H. Harold. Más tarde luchó contra el Hombre Lobo. Finalmente tuvo su primer encuentro contemporáneo con su hija Lilith. No mucho después de eso, se enfrentó con los demonios N'Garai.
Drácula también se encontró con numerosos oponentes superpoderosos en el siglo XX, entre ellos Mephisto, Doctor Sol, Spider-Man, Doctor Strange, los X-Men, y Howard el pato. En ocasiones extrañas, sin embargo, también se uniría a los superhéroes de la Tierra para combatir amenazas comunes, e incluso se convirtió brevemente en miembro de los Defensores.
Después de poner bajo control el Culto de las Tinieblas, Drácula comenzó a buscar el poder del libro oscuro para eliminar sus debilidades vampíricas y volverse verdaderamente inmortal. Sin embargo, en su búsqueda fue frustrado repetidamente por los X-Men, la ahora vampírica Rachel van Helsing y Lilith, Thor, Doctor Strange, Hannibal King y los Vengadores. Junto con King, Blade y Drake, Strange destruyó a Drácula y a todos los vampiros de la Tierra usando el Darkhold para lanzar la Fórmula Montesi.
Drácula tuvo una aparente aparición post mortem cuando el Gran Maestro lo convocó junto con otros héroes y villanos fallecidos para desafiar a los Vengadores.

### El regreso de Drácula (1994 - presente)
Drácula finalmente regresó cuando se negó el efecto de la Fórmula Montesi e Hydra creó un clon del ADN de Drácula para que sirviera como su súper arma vampírica, solo para que el vampiro escapara de su control.
En el siglo 21, Drácula reunió un ejército de vampiros en un santuario en la luna y planeaba conquistar el Reino Unido, con otros villanos sobrenaturales Lilith (una entidad diferente de su hija), el Capitán Destino y Barón Sangre. Él primero contactó con el Doctor Muerte para acordar un pacto de no agresión con él, y por la asociación de la Cábala, a fin de ser no ser detenido en su conquista. Una vez que ha asegurado esto, lanzó un ataque preventivo contra los superhéroes de MI-13, lanzando vampiros especialmente de raza en la tierra como misiles.
También se demostró que aún poseía desprecio e intolerancia hacia los musulmanes, y pretendía exterminarlos una vez que haya asegurado Bretaña; como parte de su ataque, se dirigió a los padres de Faiza Hussain, atacando a su madre y llevándose a su padre (junto con Killpower, un agente de MI-13 enviado para proteger a la familia) como rehenes. La heroína vampira británica Spitfire, por su parte, fue secuestrada y obligada a convertirse en un siervo. MI-13 fueron manipulados para exponer el paradero de los restos de Quincy Harker, mágicamente tratada para evitar que los vampiros entren en el RU sin invitación, por lo que Drácula podría destruirlos. Una vez hecho esto, con la ayuda de Destino, puso en marcha una serie de naves de guerra hacia la Tierra.
Sin embargo, desconocido para Drácula, Pete Wisdom le había engañado para destruir restos falsos y Spitfire había estado fingiendo su control mental mientras canalizaba información para MI-13. Para evitar que Drácula descubriera que los restos eran falsos, fue atrapado brevemente en un "Corredor de Sueño" demoníaco que lo vio vivir sus fantasías de victoria (terminando con él de pie en una Cámara de los Comunes conquistada mientras mantiene la maza del Orador), así como darle a MI-13 un poco de inteligencia en sus planes, le impidió enviar equipos de avanzada. Una vez que se escapó, hubo una serie de ataques para mantenerlo ocupado hasta que las naves de guerra entraron en el espacio aéreo británico sin invitación, acabando con el grueso de sus fuerzas.
En la batalla final, fue perseguido a su fortaleza y le impidió escapar el Caballero Negro y Faiza Hussain, portadora de la espada Excalibur. Mientras Drácula era capaz de herir gravemente al Caballero Negro, fue muerto de un solo golpe de Excalibur, dejando a Gran Bretaña victoriosa.
En una historia de 2010 X-Men "Curse of the Mutants", Drácula es resucitado por la Patrulla X, con la esperanza de que él se uniría a ellos en contra de su hijo su enemigo ahora mutuo. Sin embargo Drácula se niega y sale poco después. Drácula se reafirma como el Señor de los Vampiros concediendo amnistía a los que se unieron a Xarus. Cuando Xarus trata de atacar a Drácula, él arranca la cabeza de Xarus. Aunque contempló atacar a los X-Men, Cíclope le recordó que habían tenido la custodia de su cuerpo durante diecisiete horas antes de que la cabeza se vuelve a unir, sugiriendo que había incluido un "plan de contingencia" en Drácula similar al plan que habían utilizado para infiltrarse en las fuerzas de Xarus por cerrar temporalmente el factor curativo de Wolverine por lo que podría ser volteado y regresado a la normalidad. Aunque Drácula sospechaba que Cíclope estaba mintiendo, felicitó el estilo de Cíclope y les permitió partir, incluso regresando a Júbilo ahora vampira de los X-Men.
Durante la historia Fear Itself, Drácula es informado de la llegada de Hulk (en la forma de Nul: Destructor de Mundos) por uno de sus seguidores cuando Nul aterriza en las Laderas de los Cárpatos después de su pelea con Thor y termina por derribar algunos vampiros. Se revela que él tiene el misterioso Raizo Kodo y su legión de vampiros llamada "Los Perdonados" encerrados en su calabozo. Drácula libera a los Perdonados, que trabajaron para frenar el progreso de Nul. Drácula luego prepara a los vampiros para su última batalla. Como el Perdonado continúa para detener al Nul, Drácula prepara su ejército de vampiros para la batalla cuando Nul se acerca. Al final, Nul es derrotado cuando Inka usa un hechizo hipnotizador de vampiros para tomar la forma de Betty Ross, lo que hace que Hulk se libere de la magia del martillo y vuelva a la normalidad.
En "El Guante de Drácula" Drácula contrató a Deadpool para recuperar a su prometida, una reina succubus llamada Shiklah. En el camino, ella se enamora de él y, durante el largo viaje, Drácula mata a sus hermanos para asegurar el reino de Monster Metropolis como suyo. Esto hace que Shiklah le niegue el trono al casarse con Deadpool, lo que provoca que Drácula se enfurezca, no por el poder y el reino que perdió, sino porque fue "corneado" por un paciente mental que escapó. Después de una pelea en la que fue apuñalado con la mano cortada de Deadpool, envenenado por la sangre del mercenario y su ejército desaparecido en su mayor parte, Drácula huye a esconderse, dejando a Shiklah como la reina de los monstruos.
Posiblemente un poco más de un año después, hay problemas en el matrimonio de su exnovio. Shiklah ha tenido suficiente de los humanos y comenzó una guerra para anexarse a Nueva York. Deadpool acude a Drácula en busca de ayuda para detenerla, amenazándolo con una estaca de madera. Drácula no puede recordar el nombre de Shiklah al principio, hasta que Deadpool le recuerda con enojo. Afirma que odia a Deadpool, quien responde que Drácula se odia más a sí mismo, lo que en realidad lo convierte en el tipo de Shiklah. Una vez que regresan a Nueva York, Drácula puede controlar a los vampiros en el ejército de Shiklah para luchar contra sus monstruos. Sin embargo, el segundo en que se encuentra con Shiklah, le propone a ella: querer fusionar sus reinos y gobernar con los humanos a sus pies. Deadpool enojado maldice a Dracula. Drácula y Shiklah están casados por Mefisto, mientras que un Deadpool enojado y un Spider-Man confundido están atados y hechos para mirar. Drácula y Shiklah comparten un beso, y ella le agradece por haberle dado la boda que siempre quiso, con el caos y el fuego ardiendo.
Se dirigen a contarles a sus seguidores su unión. Sin embargo, los monstruos de Shiklah le dicen que ya no desean ser gobernados por un monarca. Shiklah se sorprende de que sus súbditos quieran que se escape, y Deadpool aparece para decirle que no puede casarse con Drácula. Argumenta que toda la razón por la que se casaron fue porque la estaba salvando de Drácula, recordándole que ella mató a sus hermanos. Shiklah se encoge de hombros y le dice a Deadpool que él habría hecho lo mismo si los conociera. Entonces ella lo ataca, diciéndole que no puede decirle con quién puede casarse impetuosamente. Después de una última cita y conversación con Deadpool, Shiklah emerge y le dice a Drácula que deje que sus súbditos se gobiernen a sí mismos, afirmando que no quiere gobernar por la fuerza. Drácula finalmente cede, declarando que de todos modos se retiró antes de que Deadpool lo arrastrara a esta pelea. Se va con Shiklah, que quiere ver más del mundo. Shiklah le escribió una nota a Deadpool, indicando que se había ido a jugar una estaca con Drácula.
Drácula regresa a su castillo en Rumania sin Shiklah, y de alguna manera comienza a convocar a todos los vampiros del mundo para él, incluida a Júbilo. El Viejo Logan rastrea a Júbilo al castillo de Drácula, donde se revela que ella está bajo el control del vampiro. Drácula muerde al Viejo Logan, pero su factor de curación es capaz de resistir al vampirismo. El Jubileo finalmente se libera de la influencia de Drácula, permitiendo que el Viejo Logan decapite a Drácula. La cabeza de Drácula se entrega a un Centinela que luego la arroja al sol.
Drácula se muestra que tiene hombres y mujeres como consortes.

## Poderes y habilidades
Drácula adquirió los poderes de un vampiro de su transformación en vampiro por la mordedura de la vampiresa Lianda, y obtuvo poder adicional por Varnae. Drácula posee poderes mucho mayores que la mayoría de los vampiros. Es sobrehumanamente fuerte (hasta el punto de pararse cara a cara y derrotar a Coloso en combate individual), y también posee velocidad sobrehumana, resistencia, reflejos, y transvección. Es inmune al envejecimiento, enfermedades convencionales, enfermedad, y la mayoría de las formas de lesión. Él no puede morir o resultar herido permanentemente por medios convencionales.
Él no se ve afectado por la mayoría de los ataques y, debido a su factor curativo, rápidamente puede regenerar tejido dañado. Drácula puede manipular las mentes de otros, y comandar animales a su voluntad, tales como roedores, murciélagos y lobos. Con limitadas excepciones, puede controlar otros vampiros. Él tiene la capacidad de controlar mentalmente a las víctimas que ha mordido, y temporalmente puede hipnotizar a cualquiera con su mirada.
Es capaz de cambiar de forma a un murciélago - tamaño normal o humano - o un lobo sin perder su inteligencia, y en una niebla o neblina – parcial o totalmente - y tiene la capacidad del manipulación del clima, tal como convocar tormentas eléctricas. Al igual que algunos vampiros en otras obras de ficción, Drácula no proyecta reflejos. Sus poderes se han visto muy amplificados y sus debilidades eludidas por fuentes mágicas, como hechizos de los Darkholders.
Drácula tiene una dependencia a la ingestión de sangre fresca para mantener su existencia, y una incapacidad para soportar la luz solar directa. Cae en un estado comatoso durante las horas del día y tiene que pasar mucho tiempo en contacto con su tierra natal. Él tiene vulnerabilidades al ajo, la plata (que puede causar dolor severo), la presencia de símbolos religiosos (llevados por alguien que cree en su significado espiritual), y puede ser asesinado por decapitación, una estaca de madera en el corazón, o cuchillas hechas de plata. También puede ser destruido por el hechizo Darkhold conocido como la Fórmula Montesi.
Drácula es un hábil combatiente cuerpo a cuerpo y espadachín con siglos de experiencia, especializado en la guerra del siglo XV y la estrategia militarista. Él tiene un dotado intelecto, y estudió con tutores en su juventud en Transilvania.

## Otras versiones
A mediados de la década de 1970, Roy Thomas y Dick Giordano crearon una adaptación serializada de la novela original de Bram Stoker, publicada en entregas de 10 a 12 páginas en la serie de corta duración Drácula Vive!
Siguiendo a Drácula Vive!, en cuanto a la cancelación, se publicó una parte adicional de su adaptación en Marvel Preview # 8 ("La Legión de Monstruos"), para un total de 76 páginas que comprenden aproximadamente un tercio de la novela. Después de una pausa de treinta años, Marvel encargó a Thomas y Giordano que finalizaran la adaptación, y publicó el material reimpreso y nuevo como la miniserie de cuatro números Drácula de Stoker (octubre de 2004 - mayo de 2005).
La adaptación completa fue recopilada por Marvel Illustrated en 2010.
En el universo Ultimate Marvel, Vlad III Drácula es el hermano del vampiro conocido como Morbius y un antepasado directo del Doctor Doom.
En Mutante X, Drácula logró transformar a Tormenta en un vampiro. Después de la derrota de Drácula, fue encarcelado en la Bóveda, contenido en un ataúd. Los Merodeadores liberaron a Drácula. Drácula se fue de juerga hasta que fue asesinado por Tormenta. 

## En otros medios

### Televisión
- Drácula apareció en Spider-Woman episodio "La venganza de Drácula".

- Él apareció en Spider-Man and His Amazing Friends episodio "La conexión de Transilvania" (alias "La novia de Drácula") con la voz de Stanley Jones.

- Drácula aparece en The Super Hero Squad Show episodio "¡Ese Hombre Cosa, ese monstruo!", con la voz de Dave Boat. Se le muestra atacando un pueblo local con N'Kantu, la Momia Viviente y su ejército de momias. Cuando N'Kantu escapa con la novia del Hombre Lobo, Ellen; Iron Man, Hombre Cosa y Hombre Lobo se alían para rescatarla. Cuando Drácula es eliminado sobre el Hombre Cosa, él es quemado por la habilidad del Hombre Cosa lo que le hace retroceder.

- Drácula aparece como personaje principal en Avengers Assemble,[51] con la voz de Corey Burton: 
  - En la primera temporada aparece en el episodio "El Protocolo de los Vengadores" Pt. 2, al ver a Drácula recibiendo un mensaje holográfico de Red Skull para unirse a su Camarilla. En el episodio, "Conflicto de Sangre", era un aliado incómodo del Capitán América en la Segunda Guerra Mundial, cuando HYDRA invadió Transilvania. En el presente, Drácula ha convertido a Black Widow (que estaba siguiendo una pista sobre Red Skull en Transilvania) en una vampiresa (aunque no es una vampira completa) y la envía con un grupo de vampiros para infiltrarse en la Torre Stark donde atacan a Los Vengadores. Después de que los vampiros se vieron afectadas por las luces Ultravioleta y el Capitán América desenmascara a la disfrazada Black Widow, que habla a través de Drácula, donde ella ofrece su vida a cambio de la vida del Capitán América. Capitán América sugiere que los Vengadores debe ir a Transilvania para encontrar el vampiro que la transformó. Drácula después habla con Red Skull que indica que los Vengadores se están acercando a Transilvania, como Red Skull afirma que Drácula obtendrá lo que se le ha negado desde hace miles de años. Cuando los Vengadores aterrizan en Transilvania, Drácula llega a ver si el Capitán América estará de acuerdo con sus términos. Drácula a continuación, da rienda a suelta a sus subordinados vampiros contra los Vengadores como él hace con Black Widow. Capitán América lleva a Hawkeye y Falcon en infiltrarse en el castillo de Drácula. Cuando Falcón y Hawkeye encuentran a Black Widow y eliminada por Drácula, el Capitán América se entrega de manera que Drácula puede conseguir lo que quiere. Drácula afirma que su nuevo enemigo es la humanidad, ya que amenazan su reino. Drácula afirma que él puede conseguir el suero Súper Soldado de la sangre del Capitán América y obtener el poder suficiente para destruir a HYDRA y cualquiera que se interponga en su camino. Antes de Drácula pueda chupar la sangre del Capitán América, llegan los Vengadores donde termina por chupar la sangre de Hulk y se convierte en una versión de sí mismo, mientras que Hulk se convierte en una versión vampiro de sí mismo. Mientras que el vampiro Hulk ataca a los Vengadores, el Hulkificado Drácula arrebata al Capitán América hasta que la sangre de Hulk demuestra ser demasiado para Drácula ya que la radiación gamma es similar a la luz solar. Después de que Hulk vuelve a la normalidad, Drácula se sorprende de que Hulk es purgado a sí mismo como una regresión a la normalidad. Drácula se escapa como su castillo se derrumba mientras que Iron Man utiliza una versión sintetizada de la sangre de Hulk para restaurar a Black Widow a la normalidad. Drácula al ser recuperado se encuentra con Red Skull, donde éste quiere a Drácula para unirse a la Camarilla, mientras escucha a la oferta de Red Skull para vengarse de los Vengadores y para obtener un nuevo intento en el suero del súper soldado en la sangre del Capitán América. En "Que vengan los Malos", Drácula ha demostrado estar disgustado por los hábitos alimenticios de Attuma en el momento en que Red Skull estaba anunciando sus planes para hacer que la Camarilla sea más cooperativo. Cuando Attuma estaba dañando por el Capitán América, Drácula lo dejó a un lado ya que todavía quiere la sangre del Capitán América. Durante la lucha con los Vengadores, Thor luchó contra Drácula en el espacio hasta que Red Skull emitió un retiro. En la escena final, Drácula estuvo presente con la Camarilla cuando Red Skull liberó a Hyperion de su celda (que había robado del Tri-Carrier de S.H.I.E.L.D.) y lo invitó a la Camarilla. En el episodio "El Embajador", Drácula se une a la Camarilla al atacar al Doctor Doom en las Naciones Unidas. Durante su ataque contra el Doctor Doom y el Capitán América bajo tierra, Drácula trató de querer la sangre del Capitán América solo para ser atacado por el Doctor Doom. Thor llega y lucha contra Drácula de nuevo. Después de que el Capitán América pone al Doctor Doom en la Torre de los Vengadores, Drácula y el resto de la Camarilla se retiran. En el episodio "Exódo", Drácula fue con la Camarilla cuando se trataba de luchar contra los Vengadores cerca de un dispositivo alimentado por la energía del Tesseracto. Cuando Red Skull utiliza el dispositivo para abrir un portal a mundos diferentes, Drácula se le asignó un mundo donde no hay luz solar. Cuando Iron Man utiliza uno de sus dispositivos de control remoto para mostrar que el dispositivo hubiera tenido el portal para destruir a los miembros de la Camarilla, Drácula fue sorprendido por este descubrimiento. En el episodio "La Batalla Final", Drácula se une a la Camarilla en ayudar a los Vengadores en luchar contra Red Skull cósmico. Cuando Red Skull es derribado, Drácula planea convertir a Red Skull en su criado sólo para ser detenido por el Capitán América. Después de que Red Skull y el Tesseracto desaparecen en un portal, Drácula y los otros miembros de Camarilla se van. Drácula no regresará en Avengers: Ultron Revolution.[52]
  - En la cuarta temporada llamada Avengers: Secret Wars, episodio, "Por que Odio Halloween", él está buscando venganza contra la científica de HYDRA, Whitney Frost para experimentar con vampiros y crear súper soldados para HYDRA. Él la ubica bajo la protección de Hawkeye en una casa segura de los Vengadores en Vermont, junto con los agentes de HYDRA, Crossbones y Crimson Widow. Al principio, no puede entrar a la casa ya que los vampiros no pueden entrar a un lugar sin una invitación, así que ordena a sus súbditos vampiros que destruyan la casa. A cambio de la vida de Frost, promete ahorrarles a los demás, de la cual, Crimson Widow y Crossbones aceptan y abandonan a Frost y Hawkeye. Drácula luego los persigue a los dos a través del bosque y finalmente logra rodearlos, pero es demasiado tarde y el sol lo obliga a él y sus vampiros a retirarse. En el episodio "El Arma Inmortal", Drácula termina encarcelado en K'un-Lun por Iron Fist hasta la confusión del experimento Battleworld de Beyonder. Lucha con la Pantera Negra, Falcon y Iron Fist mientras revela que es el anfitrión del simbionte Venom que le permitió sobrevivir a la luz del sol antes de ser derrotado por los tres superhéroes.

- Drácula aparece en la segunda temporada de Ultimate Spider-Man, episodio "Blade" y "Los Comandos Aulladores",[53] con la voz de Corey Burton. Él planea obtener las piezas de Ankh de Tekhamentep y unirlos por lo que no puede ser dañado por las debilidades de vampiro. Drácula llega al Museo de Historia Natural después de que Spider-Man saca el Ankh de Tekamentep de su escudo invisible. Blade y el equipo de Spider-Man se dedican en la batalla en la maniobra de ataque de la supernova de Nova pero no funcionaba. Incluso trató de morder a Power Man sólo para descubrir su invulnerabilidad que dio lugar a Drácula usando su control mental sobre Power Man de controlarlo para que ataque a Blade y el resto del equipo. A continuación, Drácula controla la mente del resto del equipo (Nova, White Tiger y Puño de Hierro) de Spider-Man, que no funciona en Spider-Man al activar sus lentes reflectantes en su máscara. Ya que se encuentran en el herbario, Spider-Man activa las luces Ultravioleta que dañan a Drácula hasta los hipnotizados compañeros de equipo de Spider-Man consiguieron a Drácula al salir lejos del museo. Drácula aparece más tarde con el equipo hipnotizado de Spider-Man cuando llegan al Helicarrier para obtener el Ankh de Tekamentep. Spider-Man trata de luchar contra Drácula cuando se trata de agarrar el Ankh como Spider-Man es asistido por el Monstruo de Frankenstein. Drácula consigue hacer con el Ankh de Tekamentep como el Hombre Lobo afirma que Drácula activará el Ankh de Tekamentep al amanecer. Utilizando el Monster Truck, Spider-Man, Blade y los Comandos Aulladores van a Transilvania para enfrentar a Drácula. Spider-Man, Blade, y los Comandos Aulladores entran en el castillo de Drácula, donde da rienda suelta a sus subordinados en ellos. Cuando se enfrentan a Drácula, los Comandos Aulladores luchan para mantener a Drácula que activa el Ankh, mientras que Spider-Man libera a su equipo. Como Drácula se prepara para unir las piezas del Ankh de Tekamentep, Spider-Man arrebata el Ankh de las manos de Drácula con la ayuda del Monstruo de Frankenstein como sale el sol. Esto hace que Drácula llega a retirarse mientras que N'Kantu planea usar el Ankh de Tekamentep para restaurarse a sí mismo a la vida.

- Drácula aparece en la segunda temporada de Hulk and the Agents of S.M.A.S.H., con la voz de Corey Burton. En el episodio "Un Futuro Aplastante, Parte 3: Drácula". Cuando Hulk sigue al Líder a Londres en el año 1890 durante la época victoriana, el Líder planea aliarse con Drácula como su tren comienza a llegar cerca de Hulk y Líder. Drácula incluso pensó que Hulk era otra de las creaciones del Dr. Frankenstein que da rienda suelta a sus vampiros en él. Líder convence a Drácula de no morderlo a cambio de que le proporciona una forma que mantenga el sol de hacerle daño. Tras hacerse amigo del Monstruo de Frankenstein, Hulk descubre que Drácula ha atrapado al Hombre Lobo por el abuelo de la noche y N'Kantu la Momia Viviente que no servirán a Drácula. Líder crea el horno Gamma que cobija la Tierra en la oscuridad durante Drácula para prosperar. Cuando Hulk, el Monstruo de Frankenstein, Hombre Lobo por el abuelo de la noche y N'Kantu llegan, Drácula hipnotiza al Líder en la activación del horno Gamma. Mientras que en su tren, Drácula tiene al Líder de activar el horno Gamma allí e inventar una versión de la cepa vampiro que afecta los caracteres de gamma-accionado. El resultado de Hulk de ser convertido en un vampiro provoca una actual donde los vampiros se han apoderado del mundo con su horno Gamma y que ya ahora había un Vampiro Hulk quién acabó con Drácula y Líder. Al quemar a Hulk con el virus al realizar un trueno hacia el cielo, Drácula se tiró en la luz del sol lo que le hace desaparecer en la red de alcantarillado para evitar ser vencido y el Líder se escapa al siguiente período de tiempo sobre el ser presente vampiro dominado de ser reescrito.

### Películas
- En 1980, una película de dibujos animados basada en La Tumba de Drácula fue lanzada.[54] La película se llamó Yami no Teio Kyuketsuki Dracula (Drácula: El emperador vampiro de la oscuridad). Gran parte de la trama principal se condensó y muchos personajes y subtramas fueron truncados u omitidos. La película fue animada en Japón por Toei y escasamente publicada en televisión por cable en Norteamérica en 1983 por Harmony Gold doblada al inglés[55] y bajo el título Drácula: Soberano de los Malditos.[56]

- Drácula aparece como el principal antagonista de Blade: Trinity, interpretado por Dominic Purcell, mientras que su forma de "Bestia" es interpretado por Brian Steele. Aunque el personaje tiene poco parecido con la versión del cómic, esta versión es el progenitor original de "Hominus Nocturna" y ha tenido muchos nombres, actualmente asumiendo el nombre de Drake.[57] Drake "nació" como el vampiro "perfecto", aunque se desconocen sus verdaderos orígenes. También es capaz de cambiar de forma limitada debido a una estructura ósea particularmente maleable, que le permite asumir la apariencia de otros siempre que sean de tamaño y forma similares a él y se transformen en una forma demoníaca llamada "la Bestia", y posea perfecta inmunidad a la luz solar. Después de pasar tres siglos en un exilio autoimpuesto, Drake es traído de regreso por vampiros modernos liderados por Danica Talos con la esperanza de que les permita liberarlos de su debilidad por la luz del sol. Sin embargo, Blade y Abigail Whistler matan a Drake con una "flecha de plaga" que se combina con la sangre de vampiro "pura" del vampiro para liberar un contagio aéreo capaz de destruir a todos los vampiros del mundo. Por respeto a la victoria de Blade sobre él, Drake se transforma en un duplicado del anterior para que Blade pueda escapar de la policía que lo persigue. En un final extendido, Drake se despierta en la forma de Blade y ataca a la policía.

### Videojuegos
- Drácula aparece como un personaje malvado en Marvel Super Hero Squad Online, con la voz de Dave Boat.
- Drácula es un villano en el videojuego Marvel: Avengers Alliance. Aparece en Spec-Ops 22.
- Drácula apareció como un personaje jugable desbloqueable en Marvel Avengers Academy. Podría ser reclutado por primera vez durante el evento "Avengers Halloween Event 2017".

## Recepción
Esta versión del personaje ocupó el puesto número 3 en una lista de los personajes monstruosos de Marvel Comics en 2015.